# Michel Vendelino Schmöller
 Michel Vendelino Schmöller (Sao Jorge de Oeste, Brazilië, 11 november 1987) is een gewezen middenvelder met de dubbele nationaliteit, Duits en Braziliaans. Voor het ogenblik speelt hij voor EC Pelotas.
Hij startte zijn profloopbaan in 2009 bij het in de Braziliaanse Serie B spelend Figueirense FC.  Na dit eerste seizoen stapte hij over naar reeksgenoot Brasiliense FC, waar hij een basisplaats afdwingt.  Hij werd opgemerkt door de ambitieuze Spaanse tweedeklasser FC Cartagena, waar hij vanaf januari 2011 zijn gewezen teamgenoot Pedro Roberto Silva Botelho ontmoette.  De tweede helft van het seizoen was echter dramatisch en Schmöller werd een van de slachtoffers.
Hij keerde terug naar Brazilië waar hij tekende voor América FC, een ploeg uit de Série B.  Op het einde van het seizoen werd zijn contract echter niet verlengd.
Hij vond voor het volgende seizoen onderdak bij Ituano Futebol Clube, een ploeg uit São Paulo (stad), spelend in de hoogste reeks van de Campeonato Paulista.
Het daaropvolgende seizoen verhuisde hij weer naar de Série B bij ABC Futebol Clube.
Tijdens het seizoen 2014-2015 stapte hij over naar Clube do Remo, een ploeg uit de Série D.  Midden het seizoen verliet hij de ploeg en trok hij naar EC Internacional, een ploeg uit de Campeonato Catarinense.  Vanaf 2016 keerde hij terug naar Clube do Remo.
Vanaf jaarbegin 2017 stapte hij over naar EC Internacional.  Midden 2017 zette hij een stap terug naar de Serie C bij CS Alagoano.
In 2018 stapte hij over naar reeksgenoot Joinville EC en nog hetzelfde jaar naar Grêmio Esportivo Brasil.  Daarop volgde in januari 2019 Metropolitano.
Vanaf 2019 stapte hij naar het bescheiden Palmeira Futebol Clube da Una over.
In 2020 speelde hij opnieuw in Série D bij EC Pelotas.  Na dit seizoen stopte hij met zijn actieve voetballoopbaan.